# Mesure faible
En mécanique quantique, une mesure faible (weak measurement en anglais) est une technique permettant de mesurer la valeur moyenne d'une observable — c'est-à-dire une grandeur physique telle que la position ou l'énergie — d'un système quantique, en ne perturbant celui-ci que de manière négligeable. La théorie de ce type de mesure a été développé initialement par Yakir Aharonov, David Albert and Lev Vaidman en 1988.

## Typologies et apport
Une mesure quantique traditionnelle, dite "forte" ou "de Von Neumann", d'un système quantique dans un état s donne immédiatement une des valeurs possibles d'une observable A donnée (qui est aléatoirement une des valeurs propres de l'observable A, chacune ayant une probabilité précise d'être mesurée), au prix de la perturbation irrémédiable du système quantique mesuré (réduction du paquet d'onde). La "valeur moyenne" de l'observable A du système dans l'état s est la moyenne pondérée par leur probabilité de toutes les valeurs propres de l'observable A et est notée {\displaystyle \langle s|A|s\rangle } en notation bra-ket. Pour mesurer cette valeur moyenne, il est nécessaire de procéder à N mesures de N systèmes quantiques identiques préparés dans l'état s, et d'en faire la moyenne.
Une mesure faible permet d'obtenir cette valeur moyenne en mesurant également N systèmes quantiques préparés dans l'état s, en donnant une séquence de nombres dont la moyenne converge vers la valeur moyenne. Contrairement à la mesure forte, chaque mesure faible donne des résultats dépourvu de sens physique immédiat : par exemple la mesure forte du spin d'une particule de spin 1/2 donne toujours +1/2 ou -1/2 mais peut donner 100 avec une mesure faible, la mesure suivante pouvant donner -102.1, le tout convergeant vers la valeur moyenne comprise entre -1/2 et +1/2. Chacune de ces valeurs est appelée une valeur faible (weak value)
L'intérêt de la mesure faible est de ne perturber le système mesuré faiblement que de manière minimale, alors qu'une mesure standard perturbe le système de manière fondamentale. 
La mesure faible commence à être exploitée dans des expériences significatives,,, notamment pour tenter d'expliquer le paradoxe de Hardy, mais suscite également des interrogations et des critiques. En effet, bien que techniquement le formalisme des mesures faibles repose entièrement sur la théorie quantique standard, l'interprétation de la valeur faible est sujette à débat,. En effet, lors d'une mesure standard d'une observable, la valeur propre obtenue caractérise la propriété mesurée, alors que lors d'une mesure faible, il n'est pas aussi évident d'attribuer au système une propriété qui serait caractérisée par la valeur faible mesurée. Parmi les différences entre valeur propre et valeur faible,  on notera qu'une valeur faible est un nombre complexe (alors qu'une valeur propre est réelle), et qu'elle peut prendre des valeurs anormales (comme des "probabilités négatives"), et qu'elle dépend du lieu où se trouve le pointeur faiblement couplé.
Ce type de mesure ne remet pas en cause le principe d'incertitude d'Heisenberg, car il reste toujours impossible de déterminer avec certitude deux observables non-commutatives d'une seule particule.

## Procédure
Pour mesurer une observable faiblement, on prépare le système dans un état initial (dit état "pré-sélectionné") puis on couple faiblement cette observable à un pointeur à un temps intermédiaire[incompréhensible]; enfin on effectue ensuite une mesure standard d'une autre observable du système. Le système est à ce moment dans un état final qui est un état propre de cette deuxième observable, et le pointeur qui avait été couplé précédemment change alors également d'état. Ce changement d'état du pointeur dépend de la "valeur faible" de l'observable mesurée au temps intermédiaire. Cette valeur faible dépend de l'état final obtenu, dit "post-sélectionné", ce qui est une autre différence avec la mesure forte (qui ne dépend évidemment pas de la mesure d'une deuxième observable). La mesure faible a d'ailleurs été théorisée dans le cadre du "two state vector formalism".
Ainsi, si {\displaystyle |\phi _{1}\rangle } et {\displaystyle |\phi _{2}\rangle } sont les états pré et post-sélectionnés, la valeur faible de l'observable Â est définie comme étant :
{\displaystyle A_{w}={\frac {\langle \phi _{1}|{\hat {\mathbf {A} }}|\phi _{2}\rangle }{\langle \phi _{1}|\phi _{2}\rangle }}.}
Les mesures faibles effectuées alors que le système n'a pas évolué vers l'état {\displaystyle |\phi _{2}\rangle } n'ont aucune signification et ne sont pas prises en compte dans la moyenne globale.